# Oxytrypia ussurica
Oxytrypia ussurica là một loài bướm đêm trong họ Noctuidae.